# José María Lemus
José Maria Lemus López ( La Unión, Salvador, 22 juillet 1911 - San José, 31 mars 1993), est un militaire et homme politique salvadorien, président du Salvador du 14 septembre 1956 au 26 octobre 1960. 

## Biographie

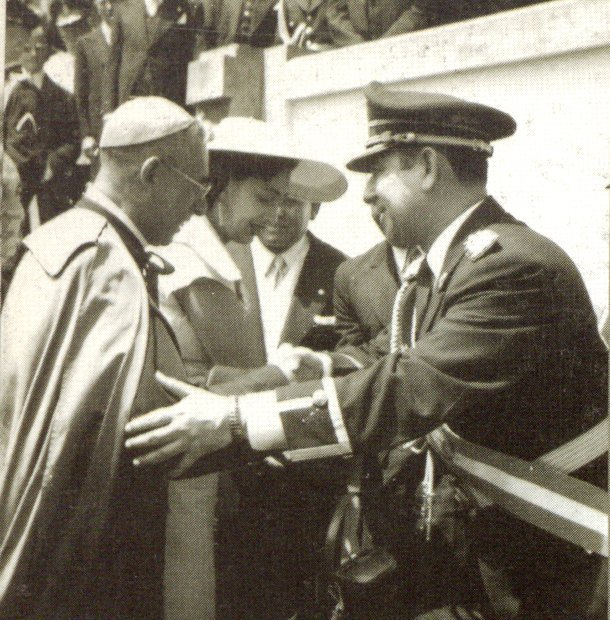
Luis Chavez y González, archevêque, et José María Lémus lors d'une cérémonie officielle, 1958

Il est élu président aux élections de 1956, lors desquelles il s'est présenté comme unique candidat. Il a été incapable de poursuivre la politique de réforme sociale modérée de son prédécesseur, Óscar Osorio, en raison de la réduction des recettes de l'Etat due à la chute des prix du café, qui a provoqué des troubles et des protestations populaires. Il est lui-même renversé par l'armée avant la fin de la période constitutionnelle de 6 ans pour laquelle il avait été élu, conformément à la constitution de 1950. 
Son gouvernement, de nature libérale, a permis le retour des exilés et la libération de prisonniers politiques. Il met en place d'importants travaux pour le pays, principalement des travaux d'infrastructures et de services publics, et soutient les œuvres humanitaires. Il reçoit de nombreuses décorations internationales. Son gouvernement passe aussi une loi, toujours en vigueur, sur l'encadrement des loyers. 
Il est renversé par la Junte de gouvernement, dirigée par trois militaires et trois civils, sous le contrôle de l'ancien président Osorio. Elle est elle-même renversée un an plus tard.   
Après son exil, il se réfugie au Costa Rica où il meurt dans la capitale le 31 mars 1993. Ses restes reposent à Heredia.

### Carrière militaire
- sous-lieutenant, 20 octobre 1933
- lieutenant, le 29 septembre 1936
- capitaine, le 29 mars 1940
- capitaine major, le 3 avril 1945
- lieutenant colonel, le 5 avril 1952